# دهستان چغامیش
دهستان چغامیش یکی از دو دهستان بخش چغامیش است.

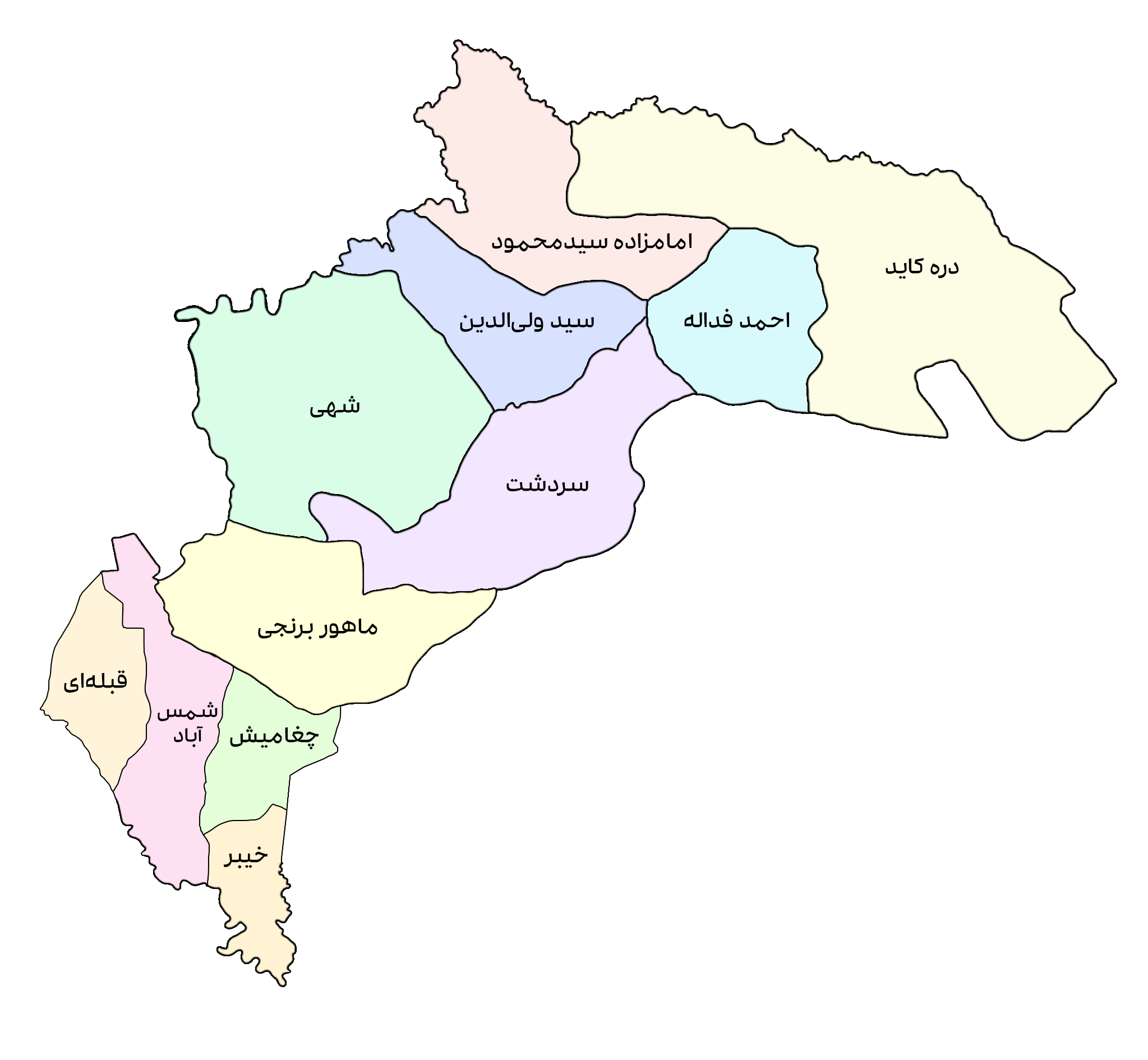
نقشه دهستان‌های شهرستان دزفول

## مناطق دیدنی و باستانی
- تپه چغامیش

## تقسیمات کشوری
روستاها وشهرهای دهستان چغامیش 
- شهرک فضیلی
- روستای کهنک
- روستای شهیدکریمی
- روستای قلعه سردار
- کهنک
- قلعه خلیل
- بلادیه
- مبارزآباد
- چغاپهن
- سیدعنایت
- بدلیان
- شهرچغامیش
- شهرجندیشاپور
- و...